# Microceratus
A Microceratus (nevének jelentése magyarul: „kis szarvú”) a madármedencéjűek (Ornithischia) rendjébe és a Ceratopsia alrendágába tartozó dinoszaurusznem.

## Tudnivalók
Ez az állat a késő kréta korszak idején élt, körülbelül 90 millió évvel ezelőtt; ott ahol manapság Ázsia van. A maradványokból ítélve két lábon járt; a mellső lábai rövidek voltak. Más Ceratopsia-fajokhoz hasonlóan ennek is volt csontos nyakgallérja és papagájszerű csőrszája. A Mongóliában is élő Psittacosaurusszal együtt az első ceratopsziák közé tartozik. Ez a dinoszaurusz legfeljebb 60 centiméter hosszú lehetett.
Mint minden nyakgalléros dinoszaurusz, a Microceratus is növényevő volt. Valószínűleg páfrányokkal, cikászokkal és fenyőfélékkel táplálkozott. E szívós növényekkel való táplálkozását, a papagájcsőre segítette.

## A popkultúrában

### Film
Jurassic world: világuralom (2022) - a film máltai feketepiacán játszódó jeleneteiben, a háttérben.

## Fordítás
Ez a szócikk részben vagy egészben  a   Microceratus című angol Wikipédia-szócikk ezen változatának fordításán alapul.  Az eredeti cikk szerkesztőit annak laptörténete sorolja fel. Ez a jelzés csupán a megfogalmazás eredetét és a szerzői jogokat jelzi, nem szolgál a cikkben szereplő információk forrásmegjelöléseként.